# Ceratogyrus ezendami
Ceratogyrus ezendami är en spindelart som beskrevs av Gallon 200. Ceratogyrus ezendami ingår i släktet Ceratogyrus och familjen fågelspindlar.
Artens utbredningsområde är Moçambique. Inga underarter finns listade i Catalogue of Life.